# Cangarca
Cangarca (em armênio/arménio: Կանգարք; romaniz.: Kangark’), segundo a Geografia de Ananias de Siracena (século VII), foi um gavar (cantão) da província de Gogarena, na Armênia.

## História

Armênia em 150. Gogarena situa-se ao norte

Segundo uma tradição preservada por Moisés de Corene, era apanágio dos descendentes de Guxar, nobre descendente de Haico. Formava o núcleo de Gogarena com Zobofora. No século II/I a.C., pertencia ao Reino da Armênia, mas no século I foi incorporada pelo Reino da Ibéria. No século II, retorna à Armênia arsácida, mas em 363/87 foi reincorporada pela Ibéria e os mirrânidas assumem o controle. Ao ser incorporada na Ibéria, foi integrada na Baixa Ibéria, no Ducado de Sanxevilde.  Em 813/830, pertenceu ao Principado da Ibéria bagrátida, mas ao longo do século foi reivindicada pela Armênia bagrátida.
Segundo relatos de Lázaro de Farpe e Moisés de Corene, estava muito próxima da fronteira armênia e era distrito montanhoso, assim adequado para se refugiar, em algum lugar nas imediações de Javaquécia. Cyril Toumanoff considerou que abarcava o vale do Berduji-Debede. Cotejando as fontes, Robert H. Hewsen propôs que era o distrito ao norte de Asócia, situado junto a fronteira armênia entre a zona ocidental da Alta Javaquécia e Trelca. Hewsen completa que estava nas densas montanhas na zona sudeste da Alta Javaquécia junto aos lagos menores de Tumanguel, Madatada e Canchali. Era quase todo cercado pelas montanhas de Mali, Abul, Guilqui, Cara Tapa, Eldague e Pobechana Tapa e estava sobre a principal estrada da Armênia à Geórgia Ocidental (Cólquida/Lázica). Assim, Hewsen conclui que Cangarca não só era parte da Alta Javaquécia, como não era núcleo de Gogarena. Ela tinha 305 quilômetros quadrados.